# Liste von Leuchttürmen in Finnland
Die Liste von Leuchttürmen in Finnland stellt nur eine willkürliche Auswahl dar. Es gibt an der finnischen Küste und in Binnengewässern weit über 750 Leuchtfeuer. Aufgelistet werden eine Auswahl von finnischen Leuchttürmen und Feuerschiffe, finnisch Suomalaiset majakkalaivat, schwedisch Finska fyrskepp.

## Liste
| Leuchtturm (finnisch majakka)         | Leuchtturm (finnisch majakka) | Region                                          |                                | Positionskordinaten  | Baujahr/e           | Höhe in m | Höhe in m | Kennung         | Reichweite        | Nummer                                             |                 |
| Leuchtturm (finnisch majakka)         | Leuchtturm (finnisch majakka) | Region                                          | Feuer                          | Positionskordinaten  | Baujahr/e           | Bau       |           | Kennung         | Reichweite        | Nummer                                             |                 |
| ------------------------------------- | ----------------------------- | ----------------------------------------------- | ------------------------------ | -------------------- | ------------------- | --------- | --------- | --------------- | ----------------- | -------------------------------------------------- | --------------- |
| Bengtskär ()                          |                               | Bengtskär, Varsinais-Suomi                      | Schärenmeer, Ostsee            | 59° 43′ N, 22° 30′ O | 1906                | 45,8      | 51        | Fl.(3)W.20s     | 10 sm (18,5 km)   | NGA: 15268 UKHO: C 4906 ARLHS: FIN-001 SU: 11475   | [ A 1 ] [ 2 ]   |
| Bogskär ()                            |                               | Bogskär, Kökar, Åland                           | Ålandsee, Ostsee               | 59° 30′ N, 20° 21′ O | 1882, 1922          | 28        | 22        | Fl.(3)W.20s     | 9 sm (16,7 km)    | NGA: 16092 UKHO: C 4486 ARLHS: ALA-002 SU: 6116    | [ A 2 ]         |
| Buskskär                              |                               | Buskskär, Lemland, Åland                        | Buskärs sund, Ålandsee, Ostsee | 59° 58′ N, 20° 11′ O | vor 1899            |           |           |                 |                   |                                                    | [ A 3 ]         |
| Flötjan                               |                               | Flötjan, Lemland, Åland                         | Ålandsee, Ostsee               | 59° 48′ N, 19° 47′ O | 1918, 1953          | 26        | 22        | Fl.(2)W.20s     | 10 sm (18,5 km)   | NGA: 16100 UKHO: C 4482 ARLHS: ALA-005 SU: 6345    | [ A 4 ]         |
| Gustavsvärn                           |                               | Gustavsvärn, Hanko, Uusimaa                     | Finnischer Meerbusen, Ostsee   | 59° 48′ N, 22° 57′ O | 1865 1949 1951      | 18        | 10        | Fl.(2)WRG.10s   | 12,4 sm (23 km)   | NGA: 15172 UKHO: C 4918.4 ARLHS: FIN-007 SU: 11335 |                 |
| Leuchtturm Harmaja                    |                               | Harmaja, Helsinki, Uusimaa                      | Finnischer Meerbusen           | 60° 6′ N, 24° 59′ O  | 1883 1900           | 23,8      | 15        | Oc.WRG.6s       | 14,8 sm (27,4 km) | NGA: 14528 UKHO: C 5190 ARLHS: FIN-008 SU: 11436   | [ 3 ]           |
| Helsinki                              |                               | Espoo, Uusimaa                                  | Finnischer Meerbusen           | 59° 56′ N, 24° 55′ O | 1958                | 25        | 25,5      | L.Fl.W.12s      | 12 sm (22,2 km)   | NGA: 14516 UKHO: C 5184 ARLHS: FIN-009 SU: 11435   | [ A 5 ] [ 4 ]   |
| Holstanäs                             |                               | Korpo, Kyrklandet, Varsinais-Suomi              | Storstrømmen                   | 60° 9′ N, 21° 41′ O  |                     | 6,8       |           | Fl.WRG.3s       | 8 sm (14,8 km)    | UKHO: C 4773 SU: 3222                              | [ 5 ]           |
| Feuerschiff Helsinki                  |                               | Tervasaari, Hamina, Kymenlaakso                 | Finnischer Meerbusen           | 60° 34′ N, 27° 11′ O | 1912 1918           |           |           |                 |                   | ARLHS: FIN-027                                     | [ A 6 ] [ 6 ]   |
| Jussarö                               |                               | Sundharun, Jussarö, Raseborg, Uusimaa           | Finnischer Meerbusen           | 59° 50′ N, 23° 34′ O | 1922 1953 1962 1963 | 31,3      | 25        | Fl.W.12s        | 000 sm (0 km)     | NGA: 14892 UKHO: C 4980 SU: 11632                  |                 |
| Jänissaari                            |                               | Jänissaari, Turku, Varsinais-Suomi              | Viheriäistenaukko              | 60° 25′ N, 22° 11′ O |                     | 7,3       |           | Iso.WRG.2s      | 5 sm (9,3 km)     | UKHO: C 4806 SU: 3354                              | [ 7 ]           |
| Kaitkivi                              |                               | Nagu, Pargas, Varsinais-Suomi                   | Skjåldholmsfjärd               | 60° 14′ N, 21° 43′ O |                     | 4,9       | 4,5       | Fl.WRG.4s       | 6 sm (11,1 km)    | UKHO: C 4778.9 SU: 3292                            |                 |
| Kalholm                               |                               | Kalholm, Kimitoön, Åboland, Varsinais-Suomi     | Högsåra-Bucht                  | 59° 55′ N, 22° 24′ O |                     | 6,8       |           | VQ.(2)WRG.3s    | 6,1 sm (11,3 km)  | NGA: 15470 UKHO: C 4855 SU: 3393                   | [ 8 ]           |
| Kalkkiniemi                           |                               | Turku, Ruissalo, Varsinais-Suomi                | Schärenmeer                    | 60° 25′ N, 22° 10′ O |                     | 7         |           | Oc.WRG.3s       | 7,5 sm (13,9 km)  | UKHO: C 4805.4 SU: 3353                            | [ 9 ]           |
| Kallo                                 |                               | Kallo, Pori, Satakunta                          | Bottensee                      | 61° 36′ N, 21° 28′ O | 1884                | 14        | 8         | Iso.WRG.2s      | 9,4 sm (17,4 km)  | NGA: 17456 UKHO: C 437 SU: 7328                    | [ 10 ]          |
| Feuerschiff Kemi ()                   |                               | Kotka, Kymenlaakso                              | Finnischer Meerbusen           | 60° 28′ N, 26° 57′ O | 1901                |           |           |                 |                   | ARLHS: FIN-104                                     | [ A 7 ]         |
| Keskiniemi                            |                               | Hailuoto, Nordösterbotten                       | Bottensee                      | 65° 5′ N, 24° 39′ O  | 1858 1908 1941      | 8,8       | 9         | Fl.W.6s         | 6,5 sm (12 km)    | NGA: 18477 UKHO: C 4147.05 ARLHS: FIN-080 SU: 8965 | [ A 8 ] [ 11 ]  |
| Koskela                               |                               | Letonniemi, Oulu, Nordösterbotten               | Bottenwiek                     | 65° 3′ N, 25° 24′ O  | 1911 1940 1990      | 8         | 5         | Fl.W.3s         | 6,6 sm (12,2 km)  | UKHO: C 4163 (ehemals)                             | [ A 9 ]         |
| Kylmäpihlaja                          |                               | Kylmäpihlaja, Rauma, Satakunta                  | Bottensee                      | 61° 9′ N, 21° 18′ O  | 1952                | 36        | 32        | Fl.(4)W.45s     | 17,1 sm (31,7 km) | NGA: 17328 UKHO: C 4421 SU: 3500 ARLHS: FIN-024    | [ A 10 ] [ 12 ] |
| Lågskärin                             |                               | Lågskär, Lemland, Åland                         | Ålandsee, Ostsee               | 59° 50′ N, 19° 55′ O | 1859 1920           | 42        | 33        | Fl.W.12s        | 11 sm (20,4 km)   | NGA: 16096 UKHO: C 4480 ARLHS: ALA-011 SU: 6114    | [ A 11 ]        |
| Marjaniemi ()                         |                               | Hailuoto, Oulu, Nordösterbotten                 | Bottensee                      | 65° 2′ N, 24° 34′ O  | 1871                | 30,2      | 25        | Fl.(2)W.20s     | 16 sm (29,6 km)   | NGA: 18452 UKHO: C 4142.1 ARLHS: FIN-028 SU: 9114  | [ A 12 ]        |
| Märket ()                             |                               | Märket, Hammarland, Åland                       | Ålandsee                       | 60° 18′ N, 19° 8′ O  | 1885                | 16        | 18        | Fl.W.5s         | 9 sm (16,7 km)    | NGA: 16792 UKHO: C 4472 ARLHS: MAR-001 SU: 6106    | [ A 13 ]        |
| Norrskär                              |                               | Norrskär, Mustasaari, Österbotten               | Kvarken                        | 63° 14′ N, 20° 36′ O | 1845                | 32        | 21        | L.Fl.(1+2)W.60s | 16,4 sm (30,4 km) | NGA: 17912 UKHO: C 4250 ARLHS: FIN-033 SU: 7191    | [ A 14 ] [ 13 ] |
| Porkkala                              |                               | Kallbådan, Porkkalanniemi, Kirkkonummi, Uusimaa |                                | 59° 52′ N, 24° 18′ O | 1858 1928           | 26,1      |           | Fl.(3)WRG.20s   | 1 sm (1,9 km)     | NGA: 14656 UKHO: C 5130 SU: 80368 ARLHS: FIN-043   | [ A 15 ]        |
| Feuerschiff Relandersgrund ()         |                               | Helsinki, Uusimaa                               | Bottensee                      | 60° 10′ N, 24° 58′ O | 1888                |           |           |                 |                   | ARLHS: FIN-108                                     | [ A 16 ]        |
| Rautakallio                           | Rautakallio Light             | Rautakallio, Raahe, Nordösterbotten             | Bottenwiek                     | 64° 54′ N, 24° 45′ O |                     | 9         |           | Q.R.            | 2,1 sm (3,9 km)   | NGA: 18444.7 UKHO: C 4174 SU: 9147                 | [ A 17 ] [ 14 ] |
| Rivinletto                            |                               | Kaasamatala, Oulu, Nordösterbotten              | Bottensee                      | 65° 12′ N, 25° 15′ O | 1939                | 7,6       | 8         | Fl.W.3s         | 3,5 sm (6,5 km)   | NGA: 18680 UKHO: C 4122 ARLHS: FIN-085 SU: 8939    | [ A 18 ] [ 15 ] |
| Russarö ()                            |                               | Russarö, Båklandet, Hanko, Uusimaa              | Finnischer Meerbusen           | 59° 46′ N, 22° 57′ O | 1838 1863           | 34,2      | 21        | Fl.(4)W.45s     | 17,5 sm (32,4 km) | NGA: 15212 UKHO: C 4912 ARLHS: FIN-089 SU: 11334   | [ A 19 ] [ 16 ] |
| Rönnskär                              |                               | Rönnskär, Kirkkonummi Uusimaa                   | Finnischer Meerbusen           | 59° 56′ N, 24° 23′ O | 1800 1928           | 48        | 30        | 28              | 000 sm (0 km)     | UKHO: C 5128.1 ARLHS: FIN-087 SU: 11413            | [ A 20 ] [ 17 ] |
| Strömmingsbådan ()                    |                               | Malax , Österbotten                             | Kvarken                        | 62° 59′ N, 20° 44′ O | 1885                | 16        | 12        | L.Fl.(4)WR.20s  | 10,5 sm (19,4 km) | NGA: 17820 UKHO: C 4294 ARLHS: ALA-059 SU: 6377    | [ A 21 ]        |
| Sälskär ()                            |                               | Sälskär, Hammarland, Åland                      | Ålandsee                       | 60° 25′ N, 19° 36′ O | 1868                | 44        | 39        | Fl.(2)W.12s     | 12 sm (22,2 km)   | NGA: 16800 UKHO: C 4466 ARLHS: ALA-016 SU: 6377    | [ A 22 ]        |
| Säppi ()                              |                               | Eurajoki, Pori, Satakunta                       | Bottensee                      | 61° 29′ N, 21° 21′ O | 1873                | 34,8      | 31        | Fl.(2+1)W.30s   | 10 sm (18,5 km)   | NGA: 17448 UKHO: C 4398 ARLHS: FIN-055 SU: 7445    | [ A 23 ] [ 18 ] |
| Söderskär ()                          |                               | Söderskär, Majakkasaari, Porvoo, Uusimaa        | Finnischer Meerbusen           | 60° 7′ N, 25° 25′ O  | 1862                | 40        | 32,5      |                 |                   | ARLHS: FIN-057                                     | [ A 24 ]        |
| Suomen leijona („Der Löwe Finnlands“) |                               | Ostsee, Finnischer Meerbusen                    | Ostsee                         | 59° 28′ N, 20° 49′ O | 1987 2005           | 22,7      | 13        | Fl.W.12s        | 5 sm (9,3 km)     | NGA: 16098 UKHO: C 4487 ARLHS: FIN-063 SU: 11437   | [ A 25 ]        |
| Suomenlinna Kirche                    |                               | Suomenlinna, Helsinki, Uusimaa                  | Finnischer Meerbusen           | 60° 9′ N, 24° 59′ O  | 1928                | 54,2      | 27        | Fl.(4)W.15s     | 20,5 sm (38 km)   | NGA: 14532 UKHO: C 5190.1 ARLHS: FIN-063 SU: 11437 | [ A 26 ] [ 19 ] |
| Tankar                                |                               | Tankar, KokkolaBottensee, Mittelösterbotten     | Bottensee                      | 63° 57′ N, 22° 51′ O | 1888                | 37,8      | 29,6      | Fl.W.3,5s       | 17,5 sm (32,4 km) | NGA: 18224 UKHO: C 4200 ARLHS: FIN-065 SU: 9064    | [ A 27 ] [ 20 ] |
| Utö                                   |                               | Utö, Pargas, Varsinais-Suomi                    | Schärenmeer                    | 59° 47′ N, 21° 22′ O | 1753 1813           | 39,6      | 27        | Fl.(2)W.12s     | 17,8 sm (33 km)   | NGA: 15800 UKHO: C 4736 ARLHS: FIN-074 SU: 3295    | [ 21 ] [ 22 ]   |
| Yttergrund ()                         |                               | Södra Yttergrund, Kristinestad, Österbotten     | Bottensee                      | 61° 59′ N, 21° 18′ O | 1892, 1963          | 43,6      | 41        | L.Fl.(3)W.30s   | 16,5 sm (30,6 km) | NGA: 17616 UKHO: C 4348 ARLHS: FIN-077 SU: 7435    | [ 23 ] [ 24 ]   |

Anmerkungen
1. ↑  25 km südwestlich von Hanko. Mit 52 m ist es das höchste Leuchtfeuer in den Nordischen Ländern.
2. ↑  Wurde in den 1870er Jahren gebaut und 1882 auf schwedische Initiative hin fertiggestellt. Während des Ersten Weltkrieges zerstört. Ein neuer automatisierter Leuchtturm wurde 1922 auf Betonpfeilern errichtet.
3. ↑  Der Status ist unbekannt. Vermutlich zerstört. Es gibt drei Inseln Buskskär, somit drei unterschiedliche Standorte, da keine genaue Position bekannt ist.
  1. Buskskär (Lemland, Åland), 59.96774°N 20.17516°E
  2. Buskskär (Kökar, Åland), 59.88778°N 21.18083°E
  3. Buskskär, Iniö, Åboland, 60.34781°N 21.44671°E
4. ↑  Seit 1901 hat die Insel das erste dauerhafte Seezeichen und 1908 durch eine Acetylenanlage mit Solarventil ersetzt. Während des Ersten Weltkrieges durch Minenexplosionen und Eisgang über der Insel zerstört. Ein neuer Leuchtturm wurde 1953 auf Betonpfeilern errichtet, 1959 automatisiert. Wikidata ID Q29914119.
5. ↑  24 km südlich der Innenstadt im Wasser, markiert gefährliche Untiefen
6. ↑  Von der russischen Marine in Auftrag gegeben, im Ersten Weltkrieg von Finnland requiriert, 1959 als Feuerschiff außer Dienst gestellt, jetzt Museum und Restaurant in Hamina.
7. ↑  Vom Maschinenwerk in Pori gebaut und mit Leuchtfeueroptik von B & B, Paris ausgerüstet. Auf verschiedenen Stationen wie Äransgrund, Relandersgrund und Rauma, zuletzt von 1956 bis zum Neubau des Leuchtturms Kemi (C 4082.5) 1973 im Einsatz. 1974 als Feuerschiff außer Dienst gestellt, und seit 1975 als Museumsschiff in Helsinki. Nach mehrfacher Restaurierung und Umzug des Finnischen Schifffahrtsmuseum seit 2007 in Kotka
8. ↑  Nordwestliches Vorgebirge der Insel Hailuoto
9. ↑  Südliches Ufer des Letonniemi–Vorgebirges im Bezirk Taskila der Stadt Oulu. Aufgrund der postglazialen Landhebung befindet sich der Turm jetzt 140 m von der Küste entfernt und ist fast vollständig von Bäumen verdeckt.
10. ↑  Hotel direkt neben dem Leuchtturm
11. ↑  Seit 1840 hat die Insel das erste dauerhafte Seezeichen und 1908 durch eine Acetylenanlage mit Solarventil ersetzt. Im Ersten Weltkrieg wurde der Turm durch russische Bombardierung zerstört. Der quadratische Leuchtturm wurde aus Beton errichtet, 1961 automatisiert. 1986 Acetylen wird durch Windkraft ersetzt. Wikidata ID Q15243226.
12. ↑  Am westlichsten Punkt der Insel
13. ↑  1884 entwarf der finnische Architekt Georg Schreck (1859 - 1925) den Leuchtturmkomplex mit dem dreistöckigen Wärterhaus, das irrtümlicherweise allerdings auf der schwedischen Seite der geteilten Felseninsel gebaut wurde. Die daraus resultierenden Verwicklungen konnten erst 1985 durch einen Gebietsaustausch zwischen Schweden und Finnland auf der Insel bereinigt werden. Die Automatisierung der Anlage beendete 1977 den bemannten Dienst durch Leuchtfeuerwärter. Nach jahrelangem Leerstand erfolgte von 2007 bis 2009 eine umfangreiche Restaurierung und Erhaltung durch den finnischen Leuchtturmverein.
14. ↑  Dieses Licht wird oft als das "Norrskär" bezeichnet.
15. ↑  Ein Feuerschiff war an dieser Stelle seit 1858 positioniert.
16. ↑  Auf der Werft Crichton & Co. AB. in Turku für die Station Relandersgrund vor Rauma gebaut. Nach der Außerdienststellung 1937 noch als Hilfsschiff bis 1978 im Einsatz. Verkauft zur Verschrottung, aber als schwimmendes Restaurantschiff Rellu in Kotka wieder aufgetaucht und seit 2013 in Helsinki weiter genutzt.
17. ↑  Die kleine Insel Rautakallio liegt in der Meerenge zwischen dem Festland und der Insel Hailuoto
18. ↑  Eine kleine Insel an der Mündung des Flusses Kiiminkijoki in Haukipudas, Oulu
19. ↑  Dieses Licht wird oft als das "Auge von Hanko" bezeichnet.
20. ↑  Außer Betrieb seit 1928, ersetzt durch Leuchtturm Porkkala, militärisches Sperrgebiet.
21. ↑  1885 entwarf der schwedische Architekt Gustav von Heidenstam (1822-1887) den Leuchtturmkomplex.
22. ↑  1868 entwarf der finnische Architekt Hampus Dalström den Leuchtturmkomplex.
23. ↑  1873 entwarf der finnische Architekt Hampus Dalström den Leuchtturmkomplex. Außerhalb von Pori auf der Insel Säppi
24. ↑  Stillgelegt
25. ↑  Neubau seit 2005, markiert die Seegrenze Finnlands zu Estland
26. ↑  Die zentrale Kuppel dient auch als Leuchtturm. Das Licht blinkt den Buchstaben "H" für Helsinki im Morsecode.
27. ↑  Etwa 15 km nordwestlich von Kokkola